# Harry McKirdy
Harry McKirdy (* 29. März 1997 in London) ist ein englischer Fußballspieler, der zuletzt bei Hibernian Edinburgh in der Scottish Premiership unter Vertrag stand.

## Karriere
Harry McKirdy wurde in London geboren und wuchs in der Gegend von Stoke-on-Trent auf, wo er das St. Joseph’s College besuchte. Er war im Alter von sieben bis vierzehn Jahren in der Jugendakademie von Stoke City aktiv und trat danach der Akademie von Aston Villa aus dem naheliegenden Birmingham bei. Im August 2016 erhielt er seinen ersten Vertrag als Profi der eine zweijährige Laufzeit hatte. McKirdy trainierte in der Vorbereitung auf die Saison 2016/17 mit der ersten Mannschaft unter Roberto Di Matteo und wechselte am letzten Tag der Transferperiode, am 31. August 2016 zum englischen Viertligisten FC Stevenage, der ihn bis Januar 2017 auslieh. Er gab sein Debüt für Stevenage am 24. September 2016 als Einwechselspieler bei einer 0:2-Niederlage im Ligaspiel gegen Exeter City. In seinem vierten Ligaspiel gelang ihm ein Tor, als er den Treffer zum 2:1-Sieg gegen Mansfield Town erzielte. Nach seiner Rückkehr spielte er in der U23-Mannschaft von Aston Villa. Von Januar 2017 bis Januar 2018 traf er in 16 Spielen siebenmal. Zwischenzeitlich hatte er im Oktober 2017 eine Vertragsverlängerung bis 2019 unterzeichnet. McKirdy wurde ab dem 19. Januar 2018 bis zum Ende der Saison 2017/18 an Crewe Alexandra ausgeliehen. Er traf bei seinem Debüt einen Tag später, bei einer 2:3-Niederlage gegen die Wycombe Wanderers, nachdem er in der zweiten Halbzeit eingewechselt worden war. In 16 Viertligaspielen konnte der Stürmer drei Tore erzielen. Im Januar 2019 wechselte McKirdy bis zum Ende der Saison 2018/19 auf Leihbasis zum walisischen Verein AFC Newport County. Sein einziges Tor für Newport in der League Two erzielte er am 13. April beim 3:0-Sieg gegen Cambridge United. Er war Teil des Teams das am 25. Mai im Wembley-Stadion das Play-off-Finale der League Two erreichte. Er wurde im Finale das gegen die Tranmere Rovers verloren wurde jedoch nicht eingesetzt. Nachdem die Leihe und auch sein Vertrag bei Aston Villa in der Sommerpause 2019 ausgelaufen war, unterzeichnete McKirdy einen Einjahresvertrag beim Viertligisten Carlisle United. Bei seinem Debüt erzielte er beim 2:1-Sieg gegen Crawley Town ein Tor. McKirdy erzielte wettbewerbsübergreifend 11 Tore in 38 Spielen und wurde Uniteds bester Torschütze in der Saison 2019/20. Im September 2020 unterschrieb McKirdy nach einem Probetraining einen Einjahresvertrag bei Port Vale. In acht Ligaspielen in der vierten Liga blieb er für Port Vale ohne Torerfolg und konnte lediglich zwei Tore in der EFL Trophy erzielen. Er konnte sich nicht in der ersten Mannschaft etablieren und wurde im Dezember auf die Transferliste gesetzt. Er verblieb beim Verein aus Stoke-on-Trent bis zum Mai 2021 und verließ den Verein danach.
McKirdy erzielte im Juli 2021 in einem Freundschaftsspiel der Saisonvorbereitung für Swindon Town zwei Tore und unterzeichnete am 4. August einen Einjahresvertrag mit dem Viertligisten. Er erzielte bei seinem Debüt in der Liga für die „Robins“, bei einem 3:1-Sieg bei Scunthorpe United ein Tor. Bis zum Jahreswechsel kamen fünf weitere Tore hinzu, bevor er am Neujahrstag 2022 viermal beim 5:2-Sieg gegen Northampton Town traf. Am 7. Januar 2022 erzielte er ein Tor gegen den amtierenden englischen Meister Manchester City bei einer 1:4-Heimniederlage in der dritten Runde des englischen Pokals. Im gleichen Monat verlängerte er seinen Vertrag beim Verein über das Saisonende hinaus. Mit Swindon erreichte McKirdy die Play-off-Spiele um den Aufstieg in die dritte Liga und erzielte im Hinspiel des Halbfinals zwei Tore gegen seinen ehemaligen Verein Port Vale. Im entscheidenden Elfmeterschießen am Ende des Rückspiels verschoss McKirdy seinen Elfmeter. Er wurde für die Saison 2021/22 in das Team der Saison der vierten Liga aufgenommen und später zum Spieler der Saison von Swindon Town ernannt. In der regulären Saison hatte er in 35 Spielen 20 Tore erzielt und war damit hinter Dom Telford (25) und Matty Stevens (23) drittbester Torjäger der gesamten Liga. Im zweiten Spiel der Saison 2022/23 wurde er mit der Ampelkarte bei einem 0:0-Unentschieden gegen Salford City vom Platz gestellt. Es wurde berichtet, dass er anschließend in das Zimmer des Schiedsrichters gegangen war und einen Proteinshake auf den Anzug des Schiedsrichters geworfen hatte, was dazu führte, dass er vom Fußballverband angeklagt und mit einer Sperre von drei Spielen und einer Geldstrafe von 1.500 Pfund belegt wurde, nachdem er zugegeben hatte sich „aggressiv und unangemessen“ Verhalten zu haben.
Am 1. September 2022 unterzeichnete McKirdy einen Dreijahresvertrag beim schottischen Erstligisten Hibernian Edinburgh, nachdem er für eine nicht genannte Ablösesumme gekauft worden war.